# Zamek w Sędziszowej
Zamek w Sędziszowej – zabytkowy zamek w Sędziszowej – wsi w Polsce, w województwie dolnośląskim, w powiecie złotoryjskim, w gminie Świerzawa, na Pogórzu Kaczawskim w Sudetach.

## Historia
Obiekt to średniowieczna wieża mieszkalna z dworem z XV-XVIII w., przebudowanym w drugiej połowie XIX w. Na elewacji  znajduje się portal z płyciną zawierającą  osiem herbów szlacheckich, od lewej, von: Lest, Rodern, Riemben, Gotschen, Zedlitz, Reichaw, Bocken i Schindel i rok 1603. Natomiast powyżej, we frontonie  umieszczono cztery herby od lewej, von: Scheylicha, Weyrach, Zedlitz i Heuthausen.

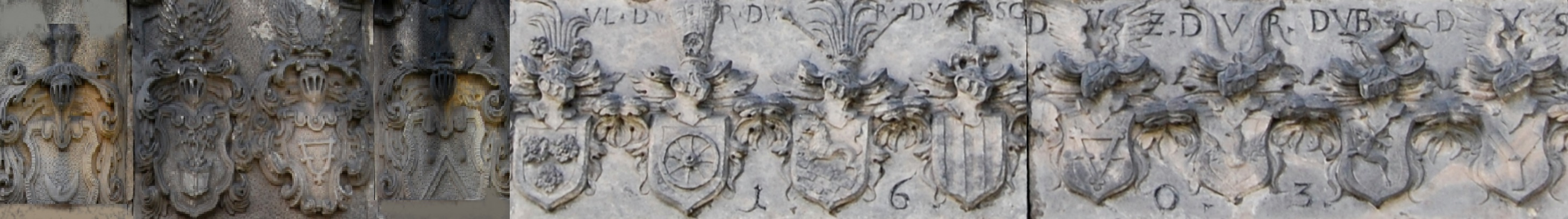
von Scheylicha, Weyrach, Zedlitz, Heuthausen, von Lest, von Rodern, von Riemben, Gotschen, von Zedlitz, von Reichaw, von Bocken, Schindel

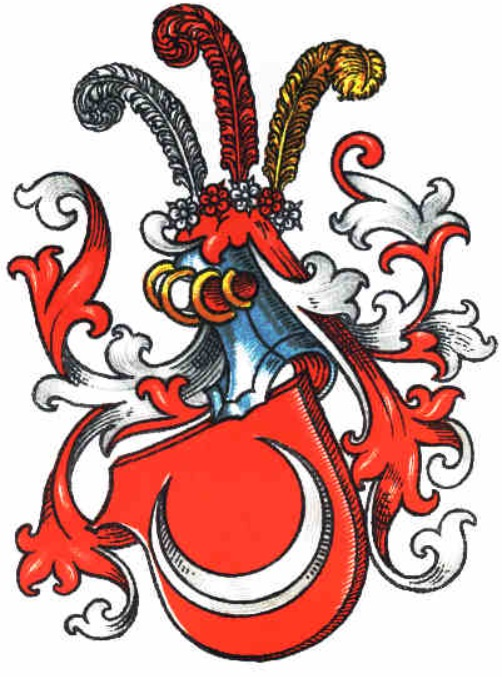
Scheliha
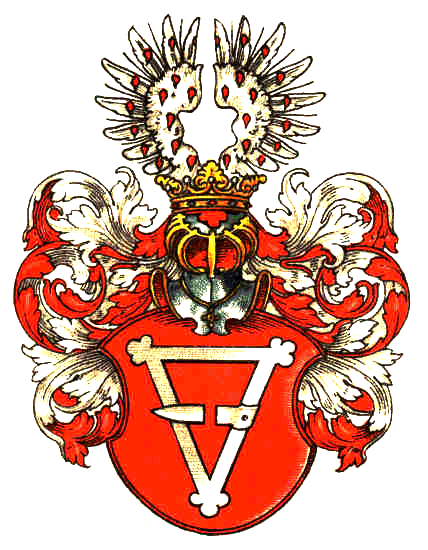
Zedlitz
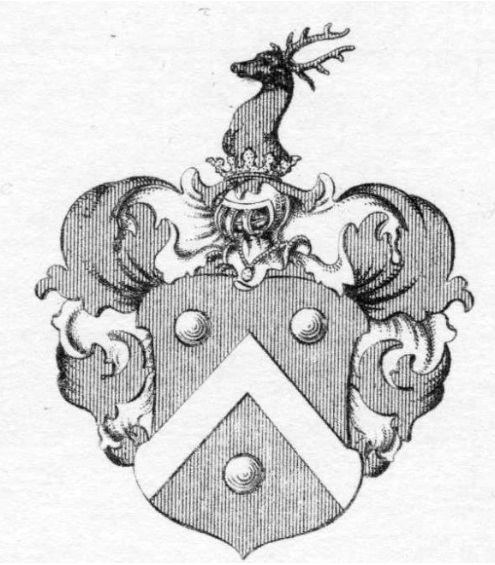
Heuthausen
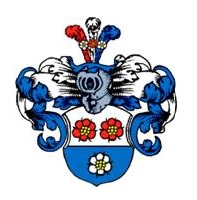
Lest
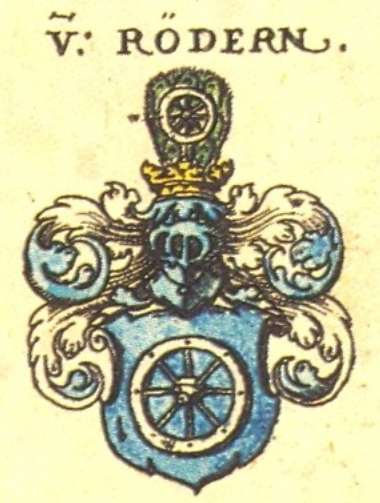
Rödern
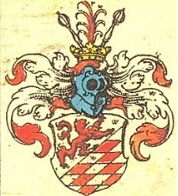
Riemben
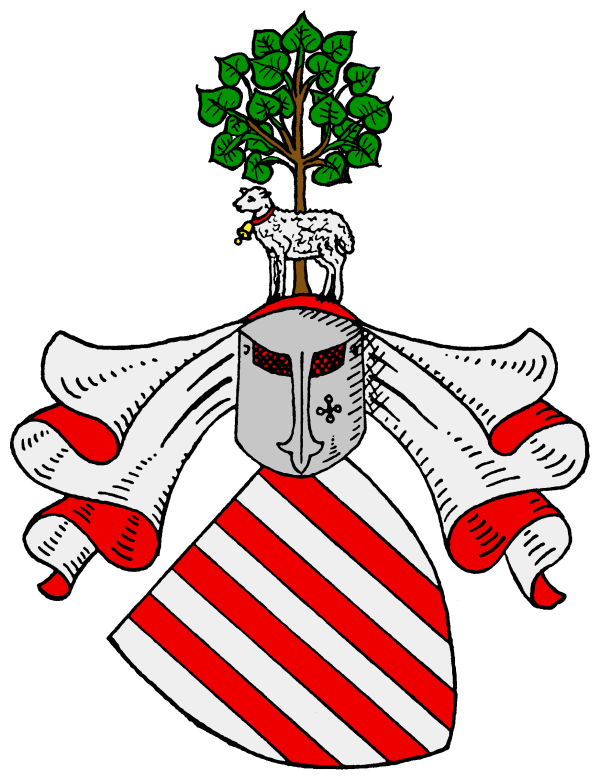
(Schaff)Gotschen
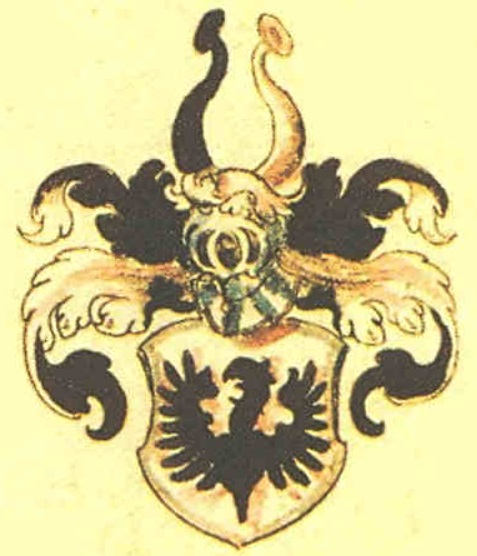
Reichaw
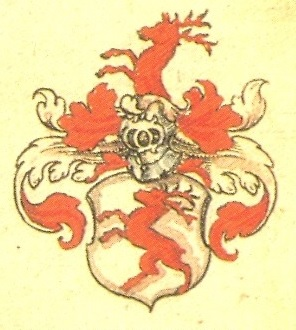
Bocken
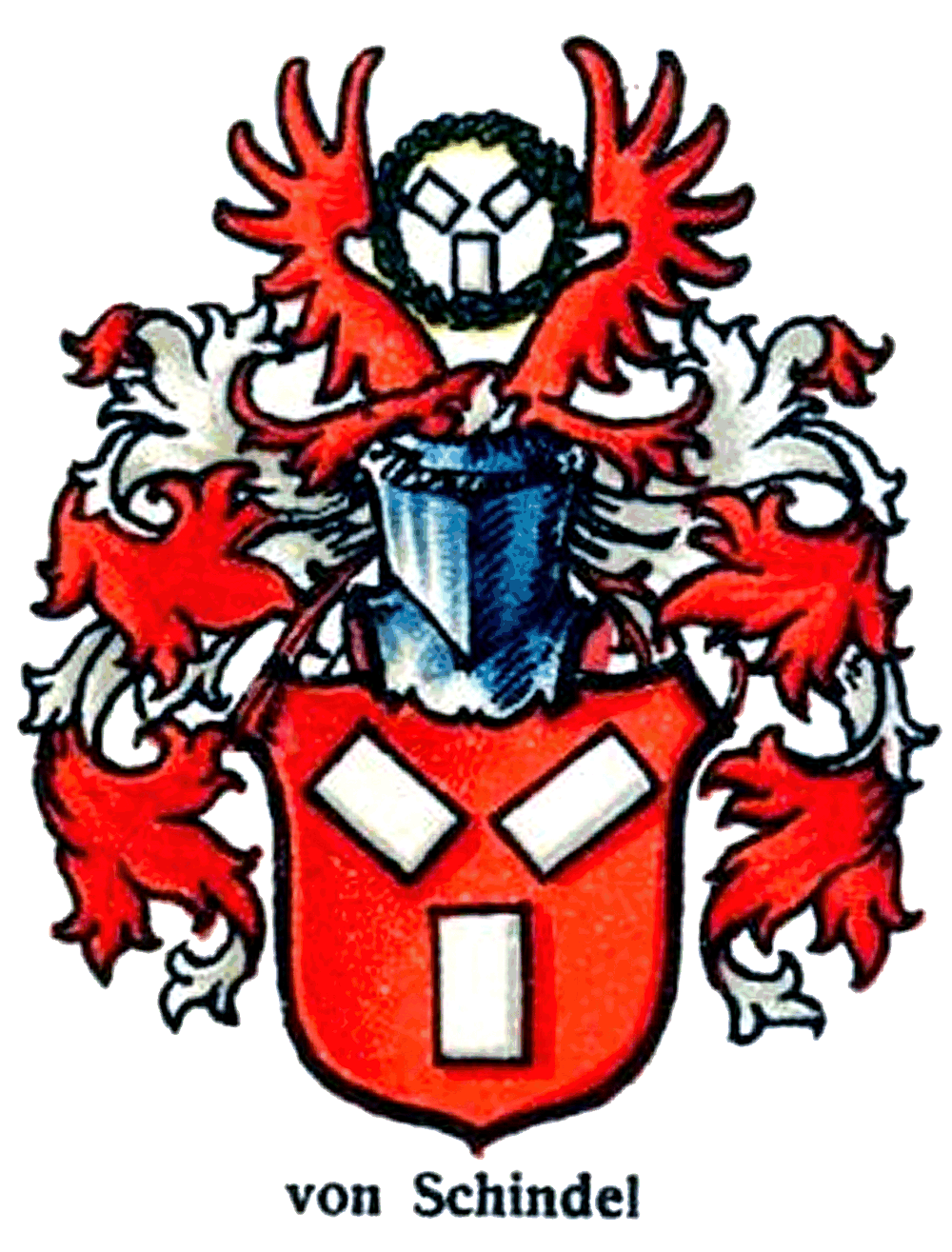
Schindel
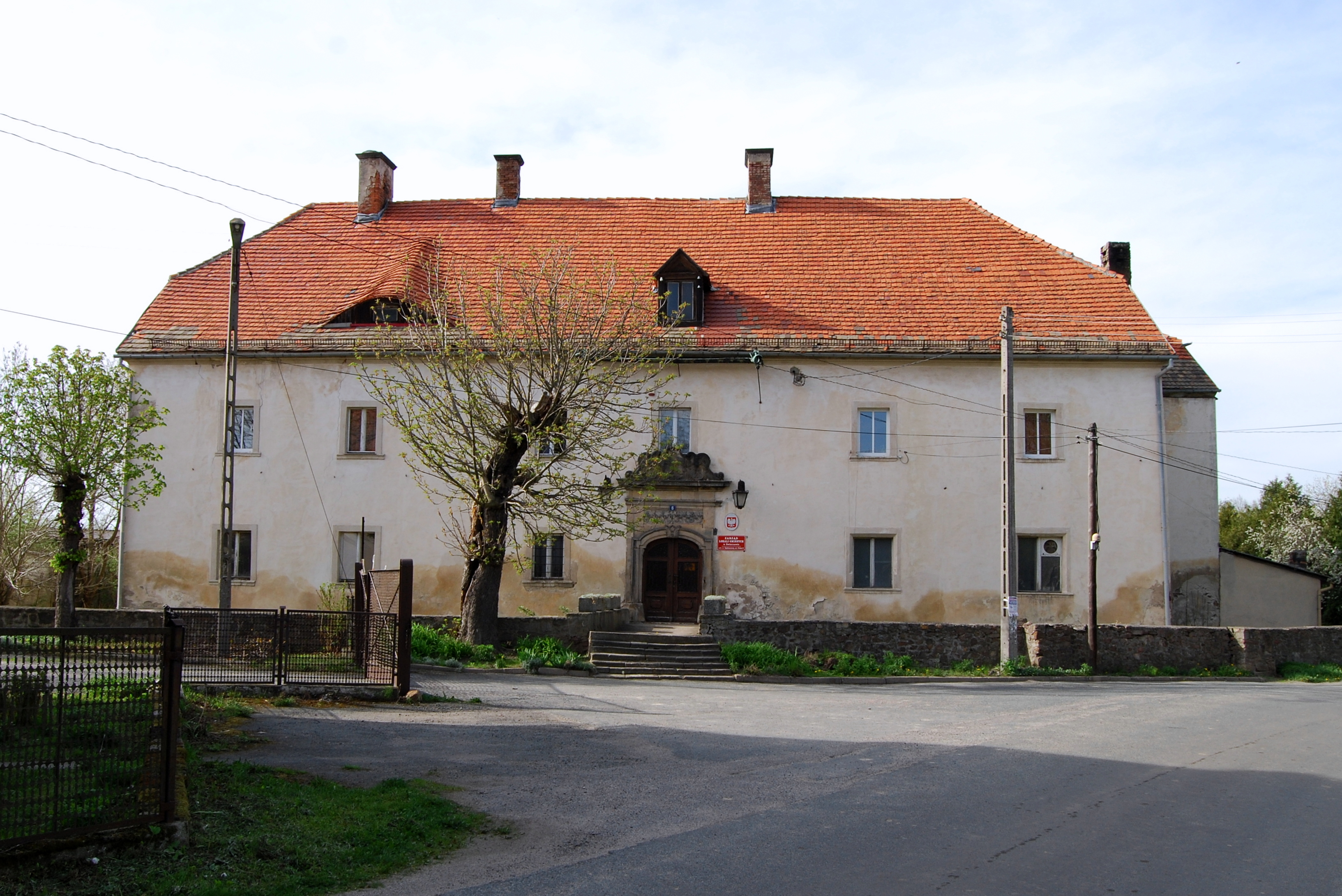
Portal z herbami
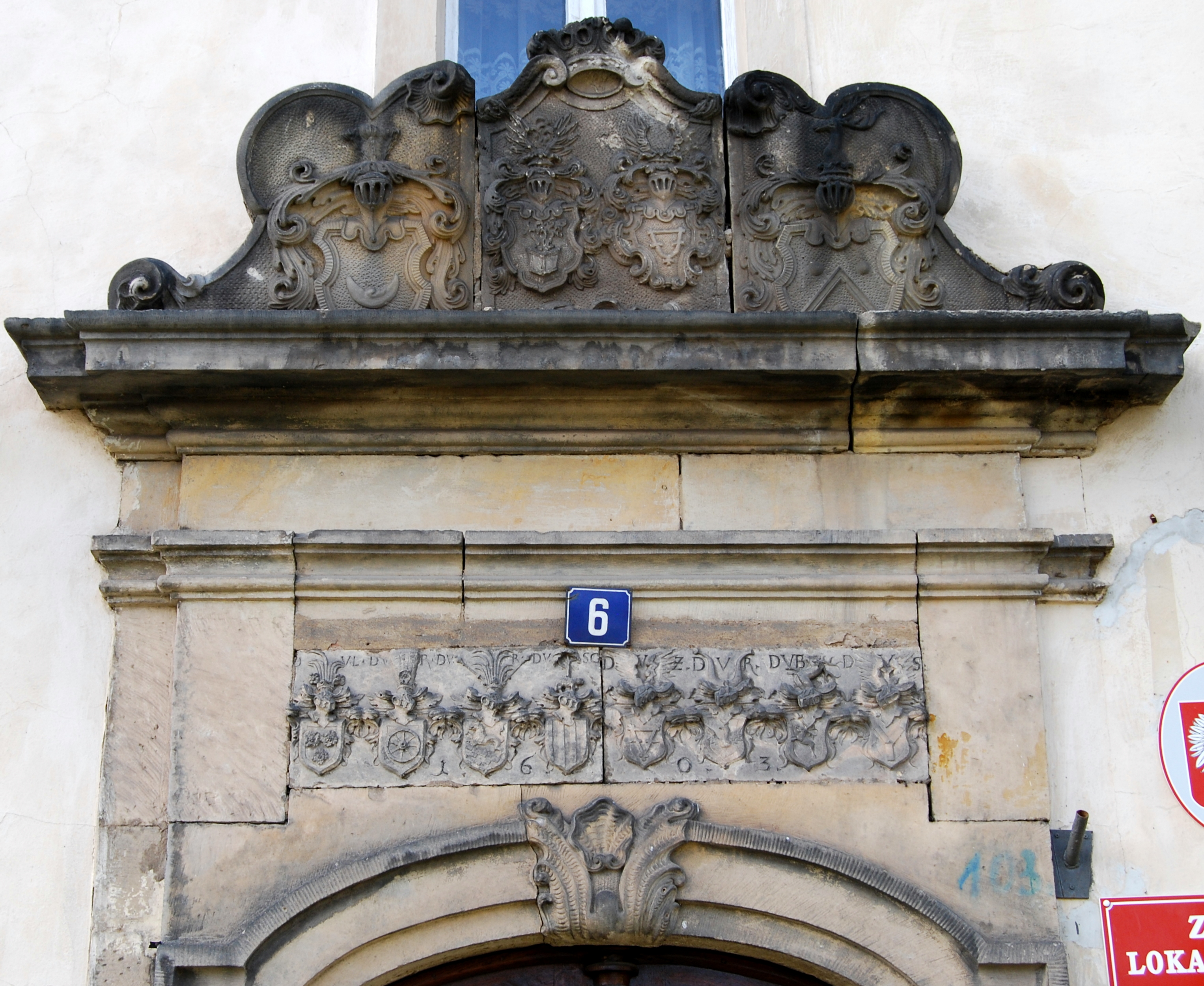
Portal i fronton z herbami